# Stilpnolepis intricata
Stilpnolepis intricata es la única especie de planta perteneciente a la familia de las asteráceas. Es originaria de  China.

## Taxonomía
La especie fue descrita inicialmente como Artemisia intricata por Adrien René Franchet y publicada en Plantae Davidianae ex Sinarum Imperio 1, 170, en 1884, hoy en día es tanto un sinónimo como el basónimo de esta. Posteriormente, sería transferida al género Elachanthemum por Yong Ling y Yeou Ruenn Ling en Acta Phytotaxonomica Sinica 16(1): 63, pl. 1, f. 1, en 1978, nombre científico que también es un sinónimo de esta actualmente; y ulteriormente, sería transferida al género Stilpnolepis por Chu Shih en Acta Phytotaxonomica Sinica 23: 471, en 1985.